# Andreï Nikonov
Pour les articles homonymes, voir Nikonov.
Andreï Ivanovitch Nikonov, né le 31 août 1811, mort le 25 novembre 1891 est un amiral russe. Il prit part à la Guerre du Caucase (1785-1864) et à la défense de Sébastopol (1853-1856). Il fut maire de Sébastopol du 1er mars 1876 au 30 août 1882.

## Biographie
Andreï Ivanovitch Nikonov étudia au Corps naval des Cadets, le 22 mars 1829 promu garde-marine (grade de la Marine impériale de Russie en vigueur de 1716 à 1917). En 1831 sous-officier, en qualité d'officier de quart, il servit à bord du brick Paris -(1836).
Le 6 avril 1836 Andreï Ivanovitch Nikonov fut élevé au grade de sous-lieutenant et la même année l'ordre de Saint-Stanislas (quatrième classe) lui fut décerné. Ayant prouvé ses grandes capacités, en 1838, il fut transféré au 10e puis au 32e équipages avec le grade d'adjudant chef d'état-major de la Flotte de la mer Noire. La même année, au cours de la Guerre du Caucase, il reçut le baptême du feu en prenant part à l'expédition menée contre les Montagnards. Il fut décoré de l'ordre de Sainte-Anne (troisième classe avec épées).
Au cours du conflit caucasien, Nikonov servit sur le cuirassé Silistrya et prit part aux différents combats.
En 1842 l'ordre de Saint-Vladimir (quatrième classe) fut décerné à Andreï Ivanovitch Nikonov.
En 1848 transféré au 44e équipage naval, Andreï Nikonov commanda la frégate Chersonèse, en 1852, il exerça le commandement à bord de la corvette Adriadne.  À Sébastopol, au grade de capitaine (premier rang - grade correspondant à celui de colonel dans l'infanterie ou l'armée de l'air) il reçut les commandements du 15e équipage et du cuirassé Varna (1854).
Andreï Ivanovitch Nikonov prit part à la défense de Sébastopol, pour son courage et son abnégation il reçut l'Épée d'or avec l'inscription « Pour bravoure », l'ordre de Saint-Georges (quatrième classe), l'ordre de Sainte-Anne (deuxième classe avec épées), l'ordre de Saint-Vladimir (troisième classe avec épées) lui furent remis.
Entre 1859 et 1860 Andreï Ivanovitch Nikonov navigua en mer Caspienne où, entre autres, il assura le transport des troupes entre le Caucase et Astrakhan.
Le 15 janvier 1863 Nikonov fut transféré au port d'Odessa et l'année suivante promu kontr-admiral.
En janvier 1865 Andreï Ivanovitch Nikonov fut nommé commandant du port de Sébastopol. En décembre 1866 il lui fut remis l'ordre de Saint-Stanislas (première classe).
Le 17 avril 1870 Andreï Nikonov fut de nouveau honoré en recevant l'ordre de Sainte-Anne (première classe avec épées).
Le 8 avril 1873 Andreï Ivanovitch Nikonov fut élevé au grade de vice-amiral et le 1er mars 1876 il fut nommé maire et commandant du port de Sébastopol, en novembre de la même année nommé chef de la défense navale de cette ville, il eut également sous ses ordres les batteries côtières et les mines.
Le 6 novembre 1877 Andreï Ivanovitch Nikonov fut décoré de l'ordre de Saint-Vladimir (deuxième classe), le 21 octobre 1877 de l'ordre de l'Aigle blanc.
Le 30 août 1882 Andreï Ivanovitch Nikonov siégea au Conseil de l'Amirauté. En 1883, il lui fut décerné l'ordre de Saint-Alexandre Nevski.
21 avril 1891 promu amiral Andreï Ivanovitch Nikonov décéda quelques mois plus tard.

### Décès et inhumation
Andreï Ivanovitch Nikonov décéda le 25 novembre 1891 et fut inhumé au cimetière Novodievitchi à Saint-Pétersbourg.

## Distinctions
- 1836 : ordre de Saint-Stanislas (quatrième classe)
- 1838 : ordre de Sainte-Anne (troisième classe avec épées)
- Épée d'or avec l'inscription « Pour bravoure »
- Ordre de Saint-Georges (quatrième classe)
- Ordre de Sainte-Anne (deuxième classe avec épées)
- Ordre de Saint-Vladimir (troisième classe avec épées)
- 1866 : ordre de Saint-Stanislas (première classe)
- 1870 : ordre de Sainte-Anne (première classe avec épées)
- 1877 : ordre de Saint-Vladimir (deuxième classe)
- 1877 : ordre de l'Aigle blanc (Russie impériale)
- 1882 : ordre de Saint-Alexandre Nevski

## Sources
- (ru) Cet article est partiellement ou en totalité issu de l’article de Wikipédia en russe intitulé « Никонов, Андрей Иванович » (voir la liste des auteurs).